# آلن تیرر
آلن تیرر (انگلیسی: Alan Tyrer; ۸ دسامبر ۱۹۴۲ – ژانویه ۲۰۰۸ (aged 65)) بازیکن فوتبال اهل بریتانیا بود.
از باشگاه‌هایی که در آن بازی کرده‌است می‌توان به باشگاه فوتبال اورتون، باشگاه فوتبال منزفیلد تاون، باشگاه فوتبال آرسنال، باشگاه فوتبال بری، و باشگاه فوتبال وورکینگتون ای. اف. سی اشاره کرد.